# Selección de fútbol de San Pedro y Miquelón
La Selección de fútbol de San Pedro y Miquelón es el representativo de este territorio de ultramar de Francia. Es controlada por la Ligue de Football de Saint Pierre et Miquelon. No pertenece ni a la FIFA ni a la Concacaf.

## Historia

### Coupe de l'Outre-Mer 2010
El primer partido de la selección de San Pedro y Miquelón en una competencia internacional lo disputó en el marco de la segunda edición de la Coupe de l'Outre-Mer, llevada a cabo en Francia, en septiembre de 2010. La selección sanpedrina fue ubicaba en el Grupo A junto con Reunión, Guayana Francesa y Mayotte. Su primer oponente fue el departamento de ultramar Reunión, el cual enfrentaría el 22 de septiembre, día de inicio del torneo. En esa ocasión, la selección reunionesa la goleó por 11-0. Tres días después, Guayana Francesa se hizo presente para jugar contra San Pedro y Miquelón. Los francoguyaneses se impusieron por 7-0. En su tercer y último partido, el conjunto sanpedrino recibió otra goleada, esta vez por Mayotte, con un resultado final de 10-0. En total, el equipo recibió 28 goles y no pudo anotar ni un gol, quedando en el último lugar de su grupo.

### Coupe de l'Outre-Mer 2012
Dos años después, San Pedro y Miquelón tendría una segunda oportunidad en la tercera y última edición de la Coupe de l'Outre-Mer disputada en 2012. De nuevo, fue ubicada en el Grupo A, compartiendo el grupo con Reunión y Guayana Francesa, quienes ya se habían enfrentado hace dos años, y con Guadalupe, nuevo equipo a enfrentar para los sanpedrinos. Sería este último el que jugaría contra San Pedro y Miquelón en su primer partido jugado el 22 de septiembre. Los guadalupeños ganarían por 13-0 a los sanpedrinos. En su segundo partido, la selección jugó contra Reunión, la cual les ganó por 10-0. En el último partido de fase de grupos, los francoguyaneses derrotaron a San Pedro y Miquelón por 11-1, siendo este el primer juego en el que los sanpedrinos marcaron gol, con un tanto de Kevin Mathiaud. Para el partido por el séptimo lugar, Nueva Caledonia los golearía por 16-1, con un gol a favor de los sanpedrinos marcado por Xavier Delamaire. En total, el equipo recibió 50 goles y anotó dos goles, quedando por segunda vez en el último lugar de su grupo en la Coupe de l'Oute-Mer.

## Estadísticas

### Coupe de l'Outre-Mer
| Coupe de l'Outre-Mer | Coupe de l'Outre-Mer | Coupe de l'Outre-Mer | Coupe de l'Outre-Mer | Coupe de l'Outre-Mer | Coupe de l'Outre-Mer | Coupe de l'Outre-Mer | Coupe de l'Outre-Mer |
| Año                  | Ronda                | J                    | G                    | E                    | P                    | GF                   | GC                   |
| -------------------- | -------------------- | -------------------- | -------------------- | -------------------- | -------------------- | -------------------- | -------------------- |
| 2008                 | No participó         | No participó         | No participó         | No participó         | No participó         | No participó         | No participó         |
| 2010                 | Fase de grupos       | 3                    | 0                    | 0                    | 3                    | 0                    | 28                   |
| 2012                 | Fase de grupos       | 3                    | 0                    | 0                    | 3                    | 1                    | 34                   |
| Total                | 2/3                  | 6                    | 0                    | 0                    | 6                    | 1                    | 62                   |

## Jugadores

### Última convocatoria
- Convocados para la Coupe de l'Outre-Mer 2012.[5]

## Resultados

### Últimos partidos y próximos encuentros
| Fecha      | Ciudad                        | Competición               | Racha | Local            |                                | Resultado  |                                 | Visitante            |
| ---------- | ----------------------------- | ------------------------- | ----- | ---------------- | ------------------------------ | ---------- | ------------------------------- | -------------------- |
| 22/09/2010 | Saint-Gratien                 | Coupe de l'Outre-Mer 2010 | No    | Reunión          | Bandera de Reunión             | 11:0 (2:0) | Bandera de San Pedro y Miquelón | San Pedro y Miquelón |
| 25/09/2010 | Gennevilliers                 | Coupe de l'Outre-Mer 2010 | No    | Guayana Francesa | Bandera de Guayana Francesa    | 7:0 (3:0)  | Bandera de San Pedro y Miquelón | San Pedro y Miquelón |
| 28/09/2010 | Franconville                  | Coupe de l'Outre-Mer 2010 | No    | Mayotte          | Bandera de Mayotte             | 10:0 (4:0) | Bandera de San Pedro y Miquelón | San Pedro y Miquelón |
| 22/09/2012 | Versalles                     | Coupe de l'Outre-Mer 2012 | No    | Guadalupe        | Bandera de Guadalupe (Francia) | 13:0 (5:0) | Bandera de San Pedro y Miquelón | San Pedro y Miquelón |
| 24/09/2012 | Saint-Ouen (Sena-Saint Denis) | Coupe de l'Outre-Mer 2012 | No    | Reunión          | Bandera de Reunión             | 10:0       | Bandera de San Pedro y Miquelón | San Pedro y Miquelón |
| 26/09/2012 | Saint-Ouen-l'Aumône           | Coupe de l'Outre-Mer 2012 | No    | Guayana Francesa | Bandera de Guayana Francesa    | 11:1       | Bandera de San Pedro y Miquelón | San Pedro y Miquelón |
| 28/09/2012 | Clairefontaine-en-Yvelines    | Coupe de l'Outre-Mer 2012 | No    | Nueva Caledonia  | Bandera de Nueva Caledonia     | 16:1       | Bandera de San Pedro y Miquelón | San Pedro y Miquelón |